# 北辰一刀流

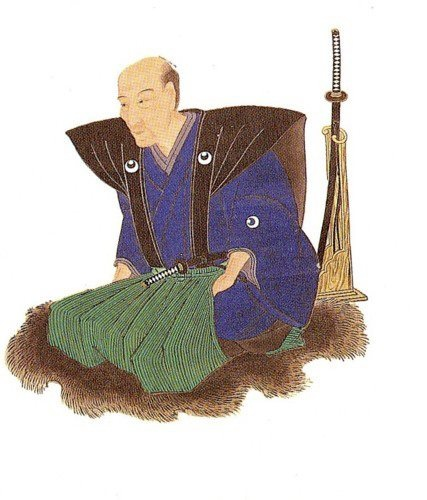
千葉周作

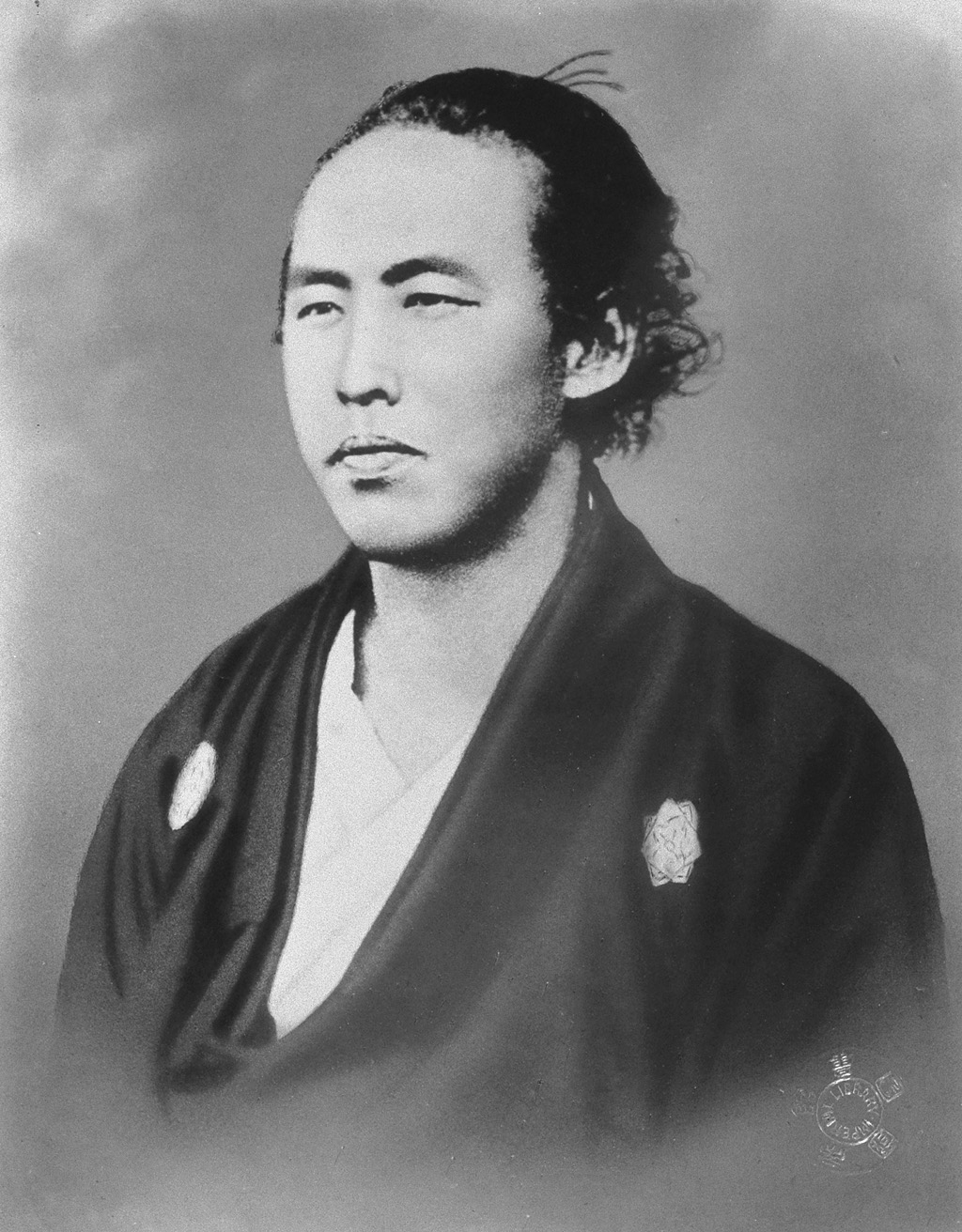
坂本龍馬

北辰一刀流（ほくしんいっとうりゅう）是由劍豪千葉周作在幕末創始的劍術流派，源自家流北辰夢想流與伊藤一刀斎的一刀流合併為北辰一刀流。

## 歷史
北辰一刀流的創始者千葉周作成政在1793年出生於奥州陸前的気仙村，即現時岩手県陸前高田市。
26歲時拜師於小野派一刀流中西忠兵衛門下修行，為不斷鑽研劍術，其後在關東、甲信越、東海，與各地強豪切磋武藝。
文政５年（1822年）28歲，在日本橋品川町開設玄武館道場。
興盛時期高達3,600名門下生。
千葉周作於安政2年12月13日，享壽61歲辭世。

## 關連項目
- 千葉周作
- 千葉定吉
- 坂本龍馬
- 斎藤熊三郎
- 清河八郎
- 千葉道三郎
- 下江秀太郎
- 小林誠次郎
- 門奈正
- 野田和三郎
- 小林義勝
- 小西重治郎
- 小西真円一之

## 外部連結
- 北辰一刀流 玄武館 （页面存档备份，存于）
- 北辰一刀流 香港同好會 （页面存档备份，存于）
- 玄武館跡　右文尚武の碑（页面存档备份，存于）
- 日本古武道協会　北辰一刀流剣術（页面存档备份，存于）
- 財団法人水戶東武館（页面存档备份，存于）
- 北辰館千葉道場（页面存档备份，存于）
- 日本伝統技術保存会